# Linzgau

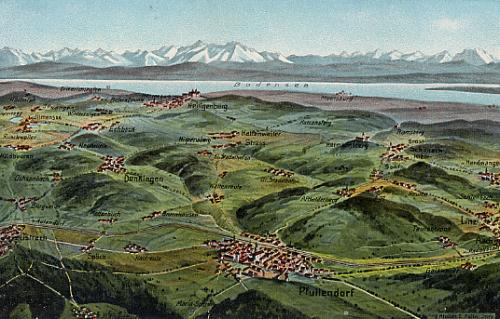
Der Linzgau vor dem Bodensee (Obersee): Unten Pfullendorf, erhaben Schloss Heiligenberg, im Hintergrund die Alpen

Der Linzgau ist eine Landschaft im Süden Baden-Württembergs. Im Süden wird sie vom Bodensee, im Osten von der Schussen begrenzt; im Westen reicht sie etwa bis Überlingen und nördlich bis nach Pfullendorf.

## Geschichte
Der Name geht ursprünglich auf eine lateinische Ableitung des keltischen Flussnamens Lentia zurück, der später durch den deutschen Namen Linzer Aach (im Unterlauf Seefelder Aach) verdrängt wurde. Der vorgermanische Name besteht noch im Ortsnamen Linz (heute zu Aach-Linz, Stadt Pfullendorf), einem Ort nahe der Quelle der Aach.

### Vor- und Frühgeschichte
Die älteste nachweisbare Besiedlung des Linzgau gehört ins Mesolithikum (8000–5500 v. Chr.). Sehr bekannt und archäologisch bedeutend sind die jungsteinzeitlichen Pfahlbauten am Ufer des Bodensees, aber auch im Egelsee bei Ruhestetten, die auch in der Bronzezeit (2200–800 v. Chr.) immer wieder errichtet wurden. Seit der späten Hallstattzeit im 6. Jahrhundert v. Chr. kann die Bevölkerung des Linzgau sicher als keltisch bezeichnet werden (Grabhügel bei Hödingen, Salem und Stetten). In spätkeltischer Zeit (1. Jahrhundert v. Chr.), von der z. B. eine Viereckschanze bei Aach-Linz zeugt, geriet der heutige Linzgau in den Einflussbereich des Römischen Reiches, zu dem er bis zum Ende des 3. Jahrhunderts n. Chr. gehörte. Römische Siedlungen bestanden unter anderem bei Bambergen, Meersburg und Mettenbuch.
Nach dem Abzug der Römer hinter den Rhein begannen germanische Gruppen, sich auch im Linzgau niederzulassen. Der alte keltische Flussname gab dem alamannischen Teilstamm der Lentienser, die im 4. Jahrhundert n. Chr. vom römischen Historiker Ammianus Marcellinus erwähnt werden, seinen Namen. Die Ausdehnung ihres Stammesgebietes in der Völkerwanderungszeit ist nicht rekonstruierbar, es war vermutlich größer als die später mit dem Namen Linzgau bezeichneten Gebiete. Archäologische Funde der frühen Alamannen sind im Linzgau selten. Lediglich eine Nachbestattung in einem hallstattzeitlichen Grabhügel von Salem und ein Frauengrab bei Bruckfelden kann bisher hier angeführt werden. Nicht viel dichter scheint die Besiedlung des frühen Mittelalters (im 6. Jahrhundert n. Chr. Eroberung durch die Franken) gewesen zu sein, da Hinweise auf die typischen Reihengräberfelder, wie auch im östlich angrenzenden Oberschwaben, bisher nur selten gefunden werden konnten.

### Mittelalter

Die Karte des Herzogtums Schwaben zeigt den Linzgau

Mit der Einteilung des Fränkischen Reiches in Grafschaften im Frühmittelalter erscheint der Linzgau als Gaugrafschaft nördlich des Bodensees zwischen Hegau und Argengau (771 in pago Linzgauvia, St. Galler Urkundenbuch 1,59). Im Jahr 764 ist in einer Urkunde der Fürstabtei St. Gallen bereits ein Graf Warin genannt. Der östliche Teil des Linzgau wurde auch als Schussengau bezeichnet.
Der Umfang im Mittelalter wird zum Beispiel in einem Lehnsbrief König Wenzels von 1382 für Graf Albrecht von Werdenberg beschrieben: Die Grenze verlief von der Rheinbrücke beim Kloster Petershausen (Stadt Konstanz), zur Linde in Dingelsdorf, über den See nach Ludwigshafen, von dort über Nesselwangen zum Grauen Stein an der Landstraße zwischen Ruhestetten und Aach-Linz. Weiter von einer Mühle bei Pfullendorf über einen Grenzstein bei Ostrach und den Brunnen von Riedhausen in die Schussen bei Berg. Von dort bilden Schussen und Bodensee die Grenze bis zurück nach Petershausen.
In der Kirchenorganisation hieß das Dekanat nördlich des Bodensees Landkapitel Linzgau (1324 capitulum decanatus Lintzgöye)
Im Jahr 1135 erhielten die Grafen von Heiligenberg die Landgrafschaft Linzgau, von denen sie 1277 an die Grafen von Werdenberg und 1535 an die Fürstenberger überging. Im Lauf des Mittelalters ging der Name des Grafensitzes Heiligenberg auf die ganze Grafschaft über, so dass der Name Linzgau durch den Begriff Grafschaft Heiligenberg verdrängt wurde.

### Neuzeit
Im Zug der Mediatisierung Anfang des 19. Jahrhunderts fiel ein Großteil des ehemaligen Linzgaus an das Großherzogtum Baden, so dass der Name häufig als Synonym für den ehemaligen badischen Landkreis Überlingen benutzt wurde. Heute liegt der ehemalige Linzgau im Bodenseekreis, im Südwesten des Landkreises Ravensburg und im Süden des Landkreises Sigmaringen.

## Der Linzgau heute
Außer dem katholischen Dekanat Linzgau ist der Linzgau bis heute eine nicht offiziell gebrauchte Landschaftsbezeichnung und weniger bekannt als z. B. der angrenzende Hegau. Sie ist jedoch immer gebräuchlich geblieben und gewinnt in den letzten Jahren wieder an Popularität, wie z. B. die Benennung des um 1990 errichteten Einkaufszentrums in Pfullendorf als Linzgau-Center oder die Selbstbezeichnung Markdorfs als Perle des Linzgaus zeigt.
Auch der regionale Tourismusverband nennt sich Bodensee-Linzgau Tourismus e. V. und koordiniert die touristischen Aktivitäten der fünf Ferienorte Frickingen, Heiligenberg, Herdwangen-Schönach, Owingen und Salem.
Die Teillandschaft oberer Linzgau umfasst die höher gelegenen Gemeinden nördlich des Höchsten ungefähr von Illmensee bis Pfullendorf.

### Landschaft
Der ganze Linzgau ist eiszeitlich überprägt. Die an den Bodensee angrenzenden gelegenen Landschaften sind durch das Bodenseeklima begünstigt und daher Obst- und Weinbaugebiete. Die Landschaft ist flachwellig, stellenweise aber durch runde Hügelfelder (Drumlins) gekennzeichnet, die durch die Einwirkung des Rheingletschers in der letzten Eiszeit herausgeschliffen worden sind.
Der obere Linzgau ist durch stellenweise steile Geländestufen vom Bodenseeraum abgesetzt und klimatisch deutlich rauer. Er erreicht eine Höhe bis zu 833 m ü. NN (Höchsten), weshalb hier bereits Mittelgebirgsklima herrscht. Charakteristisch sind hier langgezogene Moränenrücken aus alpinem Gesteinsmaterial, das am Ende des Gletschers abgelagert wurde. Weite Moor- und Riedgebiete und einzelne Seen bestimmen vor allem im Nordosten das Landschaftsbild.
Der Linzgau ist größtenteils ländlich geprägt, lediglich am Bodenseeufer ist die Besiedlung dichter und hier gibt es auch bedeutende Industriebetriebe. Die größten Städte sind Überlingen, Pfullendorf und Markdorf. Die west-östlich parallel zum Seeufer verlaufenden Bundesstraßen 31 und 33 sowie die Bahnstrecke Stahringen–Friedrichshafen sind die überregionalen Verkehrsverbindungen, die durch den Linzgau führen.